# Ilmur Kristjánsdóttir
Ilmur Kristjánsdóttir (* 19. März 1978 in Reykjavík) ist eine isländische Schauspielerin und Politikerin.

## Leben und Karriere
Ilmur Kristjánsdóttir wurde 1978 in Reykjavík geboren. Sie ist die Tochter des Gymnasiallehrers Kristján Guðmundsson. Zudem hat sie zwei Geschwister, Lísa, eine Filmemacherin, und Sverrir, eine Filmeditorin. Sie besuchte das Gymnasium Menntaskólinn við Hamrahlíð. 2003 schloss sie an der Schauspielabteilung der Kunstakademie Islands ab.
Ihr Filmdebüt gab sie 2004 in dem Film Dís. Anschließend trat sie unter anderem 2009 in der Serie Ástríður auf. Sie ist mit Magnús Viðar Sigurðsson, dem Direktor der RVK Studios, liiert. Das Paar hat einen Sohn, der am Neujahrstag 2014 geboren wurde. Ilmur hat außerdem eine Tochter aus einer früheren Beziehung, die 2006 geboren wurde. Unter anderem vertrat sie 2014 die Partei Björt framtíð als Kandidatin bei der Bürgermeisterwahl der Stadt Reykjavik. 2015 wurde sie zur Vorsitzenden des städtischen Wohlfahrtsausschusses gewählt. Danach bekam Ilmur Kristjánsdóttir in dem Film Virgin Mountain eine Hauptrolle. Im selben Jahr wurde sie für die Serie Trapped – Gefangen in Island gecastet. Ilmur ist auch Unterstützer von UNICEF Island und reiste einmal mit der Organisation nach Mosambik.

## Filmografie (Auswahl)
Filme
- 2004: Dís
- 2006: Áramótaskaupið
- 2008: Brúðguminn
- 2008: Stóra Planið
- 2009: Algjör Sveppi og leitin að Villa
- 2013: Ófeigur gengur aftur
- 2015: Virgin Mountain
- 2025: Der letzte Takt

Serien
- 2005: Stelpurnar
- 2009: Ástríður
- 2015: Trapped – Gefangen in Island